# Зыбучий песок

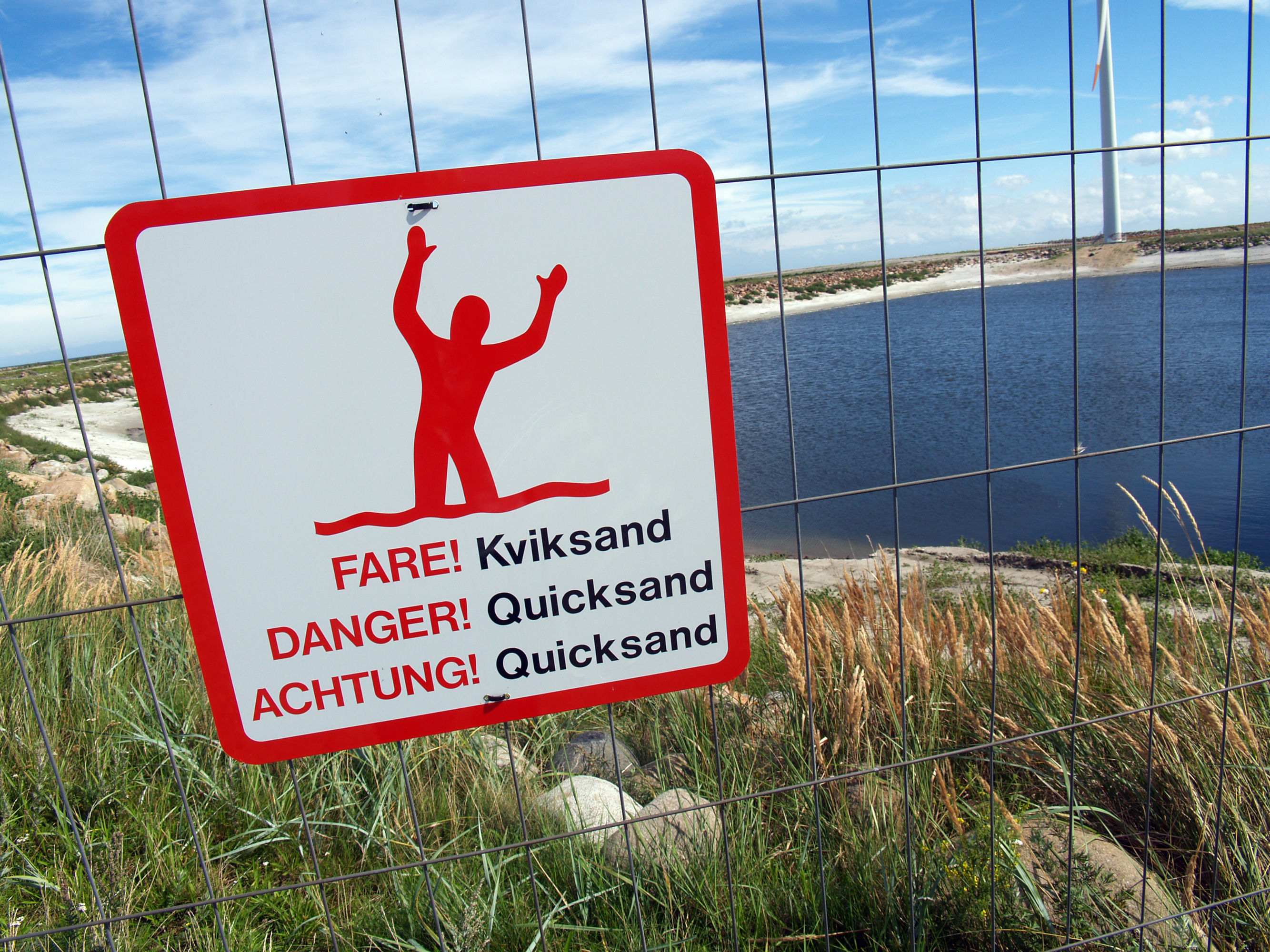
Предупреждающий знак возле зыбучих песков

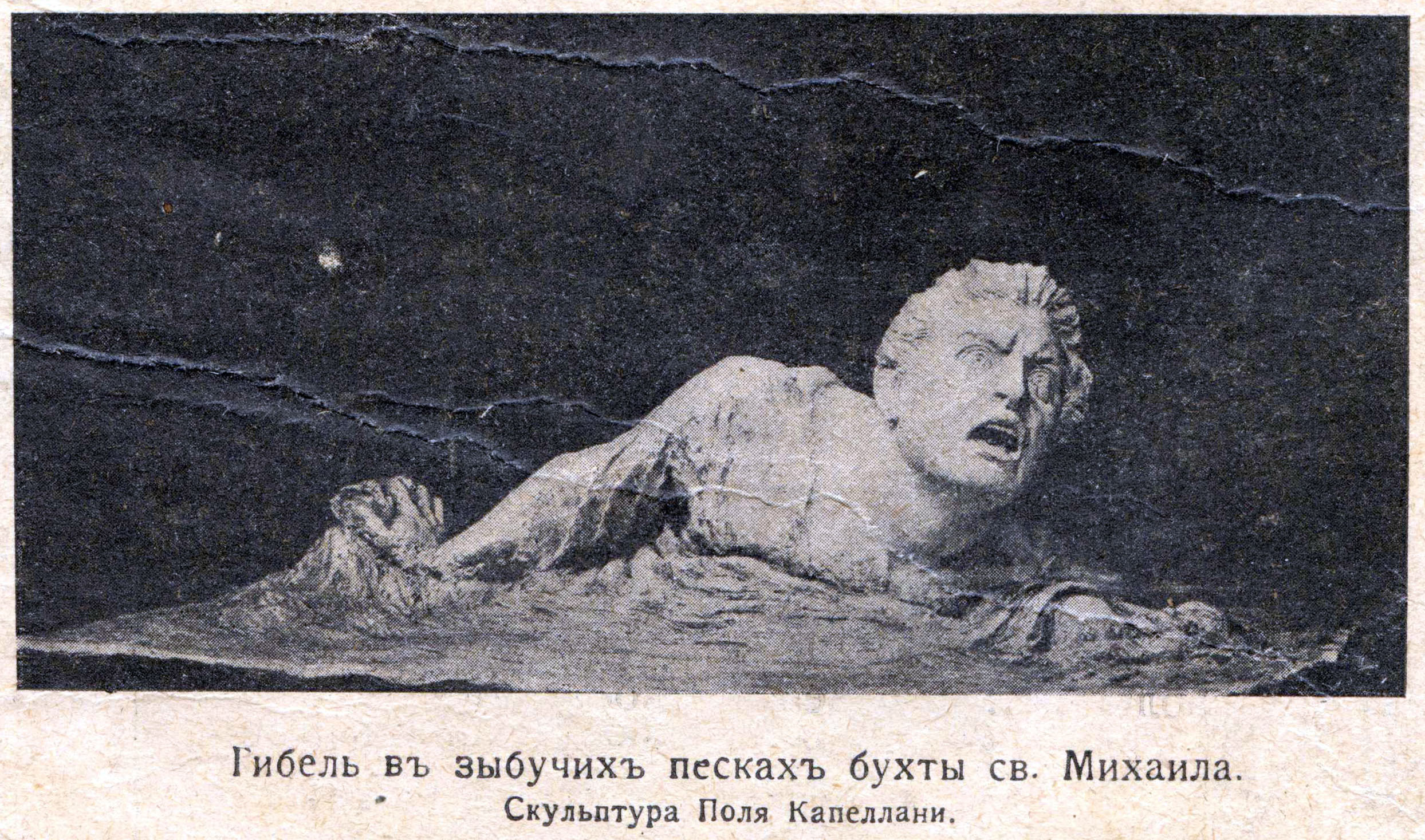
Гибель в зыбучих песках бухты Мон-Сен-Мишель. Скульптура П. Капеллани

Зыбу́чий песо́к (иногда — зыбун) — пески, перенасыщенные воздухом (в пустыне — газом или горячими парами) или влагой восходящих источников, и способные вследствие этого засасывать вглубь попадающие на них предметы; разнообразны по своей природе, но всегда лишены мелкозёмистой примеси. Благодаря испарению или тонкой плёнке воды, обволакивающей песчинки, сцепление между ними крайне мало.

## Свойства
Зыбучий песок — неньютоновская жидкость. Когда он находится в состоянии покоя, он кажется твёрдым, но небольшие (менее чем 1 %) изменения в механическом напряжении на его поверхности приводят к существенному уменьшению его вязкости. Чтобы выбраться из зыбучего песка, нужно приложить огромные усилия. Сила, необходимая для того, чтобы вытащить ногу из зыбучего песка со скоростью 1 см/с, эквивалентна силе, которая потребуется, чтобы поднять легковую машину средних размеров.
В связи с высокой плотностью зыбучего песка человек или животное не может полностью утонуть в нём. Зыбучий песок безопасен сам по себе, однако в связи с тем, что он существенно ограничивает возможность передвижения, кто-нибудь, увязший в нём, становится уязвимым для других опасностей: прилива, солнечного облучения, хищников, обезвоживания и прочих. При попадании в зыбучий песок, так же как и в болоте, нужно попытаться лечь на спину, широко раскинув руки. По словам бельгийского учёного Раймонда Бергмана, автомобили, перемещающиеся на достаточно высокой скорости, вполне могут разом уйти в такой песок.
Это явление воспроизводимо в лабораторных условиях: группа изучения физики жидкостей при нидерландском Университете Твенте в главе с Детлефом Лозе создала действующую модель «сухого болота» в прозрачном плексигласовом контейнере высотой 60 см с основанием 20×20 см, заполненном мелким песком (диаметр частиц — 40 мкм). Через отверстия в основании контейнера в песок вдували воздух. Когда воздушная струя была перекрыта, песчинки опустились вниз и сформировали структуру с более свободной упаковкой и объёмной плотностью в 41 % от плотности материала песчинок в сравнении с 55—66 % у изначальной смеси. В полученной смеси легко тонули шарики диаметром 4 см различной массы.

## Распространение
Зыбучие пески располагаются по берегам морей, озёр и рек (где обычно распространены восходящие источники), но могут встречаться и вдали от берегов — как на равнинах, так и в горах и в пустынях.

## В кинематографе
В советском фильме «Псы» показано, как сначала автомобиль «Запорожец», набитый тюками, на глазах героев буквально уходит под землю, а затем зыбучие пески затягивают автобус с одним из мародёров, кинувшимся в него спасать награбленное.
В комедии «Сверкающие сёдла» обнаружение района зыбучих песков является причиной, на которой строится последующая сюжетная линия.